# Joint Prioritized Effects List
Die Joint Prioritized Effects List oder auch JPEL ist eine Liste von gesuchten Personen, die zur Festnahme oder Tötung ausgeschrieben sind und die von der Task Force 373 abgearbeitet wird. Seit 2007 wurden, dem Afghan War Diary nach, von Deutschland 13 Personen auf diese Liste gesetzt. Zwei verhaftete man und zwei wurden wegen fehlender Hinweise wieder gestrichen. Weitere 31 Personen wurden von anderen Verbündeten hinzugefügt.
Am 11. Oktober 2010 wurde in Kunduz Shirin Agha, ein Kommandeur der Taliban, getötet, den die deutsche Bundeswehr mit der Nummer 3145 auf die Liste setzte.
Eine Exekution beginnt, sobald abgefangene Telekommunikationsdaten die Rufnummer einer Zielperson enthalten. Bei zusätzlicher Stimmerkennung genügte es für das Auslösen weiterer Schritte, dass ein Verdächtiger sich einmal in einem Telefonat namentlich meldete.
Der frühere NSA- und CIA-Chef Michael V. Hayden und der Ex-Drohnenpilot Brandon Bryant bestätigten, das US-Militär nutze Verbindungs- und Standortdaten, um Verdächtige zu töten, obwohl die deutsche Bundesregierung und der BND wiederholt betonten, dass die Daten der NSA für Tötungsmissionen viel zu ungenau seien.
Der BND war an die Plattform Center Ice mit US-Partnern und Partnern aus Italien, Spanien, Frankreich, Schweden und Norwegen in Afghanistan angeschlossen, um Mobilfunkdaten und weitere Informationen über zu tötende Personen auszutauschen. Hierzu gehörten neben Taliban-Anführern auch Vertreter der mittleren Ebene und ab 2008 auch Drogenhändler.